# Richard Bonnot
Richard Bonnot est un acteur, chanteur et musicien français né le 14 novembre 1957, à Montceau-les-Mines en Saône-et-Loire. Il enseigna la musique quelque temps à Saint-Vallier au collège Nicolas-Copernic (Saône-et-Loire) et au collège de la Croix Menée au Creusot (Saône-et-Loire). [réf. nécessaire]
Il a été membre du groupe Les Charlots de 1987 à 1997 en remplacement de Gérard Rinaldi.
En février 2013, il a participé au premier festival consacré aux Charlots qui s'est tenu à Trazegnies en Belgique, en compagnie de Jean Sarrus, Jean-Guy Fechner et Ginette Rinaldi (en hommage à Gérard Rinaldi).
En avril 2014, il participe au second festival consacré aux Charlots et remonte sur scène en compagnie de Jean Sarrus et Jean-Guy Fechner pour un gala historique. Ils n'étaient plus montés sur scène sous le nom des Charlots depuis près de 20 ans. Ils ont chanté pour l'occasion avec Les Gauff' (groupe liégeois) une reprise de L'apérobic. En 2023, il chante sur le dernier album des Charlots.

## Historique
Tout jeune, il apprend le piano, puis il se révèle doué pour le chant, s’initie à d’autres instruments comme la guitare, la batterie ou la basse. En grandissant, il comprend vite que la seule chose qui l’intéresse, c’est la musique et la scène.  Il suit les cours du conservatoire de Dijon tout en jouant dans des groupes et dans les bals.
Etudes terminées, il reste à l’école puisqu'il devient professeur de musique au collège Copernic à Saint Vallier, en 1979. Ce qui ne l’empêche pas de continuer à chanter et jouer de la musique dans les salles du département, et même plus loin, puisque pendant les grandes vacances, il fait du piano bar sur la Côte d’Azur. Tant et si bien qu’un beau soir, on lui propose de partir en tournée pour faire la première partie des Charlots, qui à l’époque étaient de véritables stars. Ainsi, Richard passe des salles de 50 personnes aux stades de 5000 places et découvre le show biz.
Puis c’est la rentrée et retour au collège.
Mais qu’à cela ne tienne, Richard ne se désespère pas et tente de concourir pour participer à l’émission de télé Les habits du dimanche, Star ac’ des années 80 animée par Léon Zitrone. Il est sélectionné et participe à l’émission de nombreuses fois, jusqu'à se retrouver en finale face à un nouveau chanteur comme lui : Patrick Fiori.
Malgré sa victoire, Richard doit toujours continuer de travailler dans l’Education Nationale jusqu'au jour où il démissionne et « monte à Paris ».
Il continue le piano bar pour gagner sa vie, fréquente les Charlots chez qui les musiciens se retrouvent assez fréquemment pour « taper le bœuf », jusqu'au jour où Gérard Rinaldi, leader du groupe, décide d’arrêter. Les deux autres membres du groupe proposent à Richard Bonnot de reprendre le flambeau.
Pas facile de remplacer une personnalité et une voix comme celle du chanteur de Merci patron ou Paulette la reine des paupiettes. Rappelons que pendant les années 70, les Charlots étaient très populaires. Ils avaient tourné quatorze films et leurs chansons étaient dans tous les hit parades !
Défi difficile pour Richard qui, pour marquer le coup, écrit la première chanson vendue en pharmacie : Pour pas qu’l'amour capote. C’était en 1987, la douloureuse époque où l’on découvrait les ravages du Sida et où les Charlots furent sponsorisés par Mannix, marque de préservatifs.
Les tournées s’enchaîneront pendant des années, un film sera tourné en 1992 Le Retour des Charlots, jusqu'à ce que le groupe décide d’arrêter en 1997. Richard travaillera ensuite avec et pour Patrick Sébastien, à la radio puis à la télévision, puis devient pianiste de Didier Barbelivien. Il retourne à l’écriture et crée lui-même un nouveau spectacle… travaille avec Vincent Lagaf pour l’émission Bigdil, anime des émissions sur France 2, monte un projet de Big Band avec Guy Lux, projet qui ne verra pas le jour.
Richard remonte le groupe Les Charlots en 2016 avec Jean Sarrus et Jean Guy Fechner grâce à Paul Kaba un agent belge qui les persuade de refaire de la scène. S'ensuivent plusieurs show à Marbehan avec Michaël Youn et Doc Gyneco / le casino de Mondorf au Luxembourg, les francofollies de Spa.
Il fut animateur dans un camping à mi-chemin entre Cap d'Agde et Narbonne,"le Blue-Bayou" -Vendres-Plage, jusqu'en 2016.

## Discographie
- 1980 - Change de planète : Le vendeur de sensationnel, Le château sans amour, La fille du boulanger,  Dans les jardins publics, Le long voyage, J'veux mourir à la fin d'une chanson, Histoire d'une goutte de pluie, Le cœur écartelé, Il y avait une plage, Dans ma tête, Changer de planète (premier album solo / disque 33t)
- 1989 - Les chansons X des Charlots (reprise des chansons paillardes par Richard) (disponible en K7)
- 1989 - Avec Les Charlots : Pour pas qu'l'amour capote / Entretien avec le Pr Chermann (disque 45t)
- 1991 - Avec Les Charlots : La pétanque / La pétanque (instrumental) (disque 45t)
- 1992 - Avec Les Charlots : BO du film Le Retour des Charlots (disponible en cd)
- 1992 - Le medley (disponible en cd)
- 1993 - La grande java (collection ambiance) (disponible en cd)
- 1996 - Y'a d'la joie (disponible en cd)
- 2023 - Avec Les Charlots : Y'a pas d'âge pour...  Avec 10 titres. : Quand t'as des gazs - L'amour avé la terre - Y'a pas d'âge pour être amoureux - Temps pourri - Au camping Pescadou - T'as les sixties - Le dérèglement climatique - PapyBoomer - Télétravail - Le Loto

## Filmographie
- 1992 : Le Retour des Charlots de Jean Sarrus : Richard
- 1997 : La Cible de Pierre Courrège : le second chauffeur du commando